# Rhinopetitia
Genre
Rhinopetitia est un genre de poissons téléostéens de la famille des Characidae et de l'ordre des Characiformes.

## Liste d'espèces
Selon FishBase (13 juin 2015):
- Rhinopetitia myersi Géry, 1964

### Note
- Rhinopetitia potamorhachia Netto-Ferreira, Birindelli, Sousa & Menezes, 2014[2]